# Кубок мира по биатлону 2014/2015. 6-й этап
Шестой этап Кубка мира по биатлону 2014/2015 проходит в итальянской Антерсельве (ср, 21 января — вс, 25 января 2015 года).

## Расписание соревнований
| Дата          | Время | Соревнование                           |
| ------------- | ----- | -------------------------------------- |
| чт, 22 января | 14:30 | Мужская спринтерская гонка на 10 км    |
| пт, 23 января | 14:30 | Женская спринтерская гонка на 7,5 км   |
| сб, 24 января | 13:30 | Мужская гонка преследования на 12.5 км |
| сб, 24 января | 15:30 | Женская гонка преследования на 10 км   |
| вс, 25 января | 10:45 | Мужская эстафета на 4х7,5 км           |
| вс, 25 января | 15:00 | Женская эстафета на 4х6 км             |